# Cantone di Saint-Paul-Trois-Châteaux
Il Cantone di Saint-Paul-Trois-Châteaux era un cantone della Francia dell'arrondissement di Nyons.
A seguito della riforma approvata con decreto del 20 febbraio 2014, che ha avuto attuazione dopo le elezioni dipartimentali del 2015, è stato soppresso.

## Composizione
Comprendeva i comuni di:
- La Baume-de-Transit
- Bouchet
- Clansayes
- Montségur-sur-Lauzon
- Rochegude
- Saint-Paul-Trois-Châteaux
- Saint-Restitut
- Solérieux
- Suze-la-Rousse
- Tulette